# Estudi op. 25, núm. 5 (Chopin)

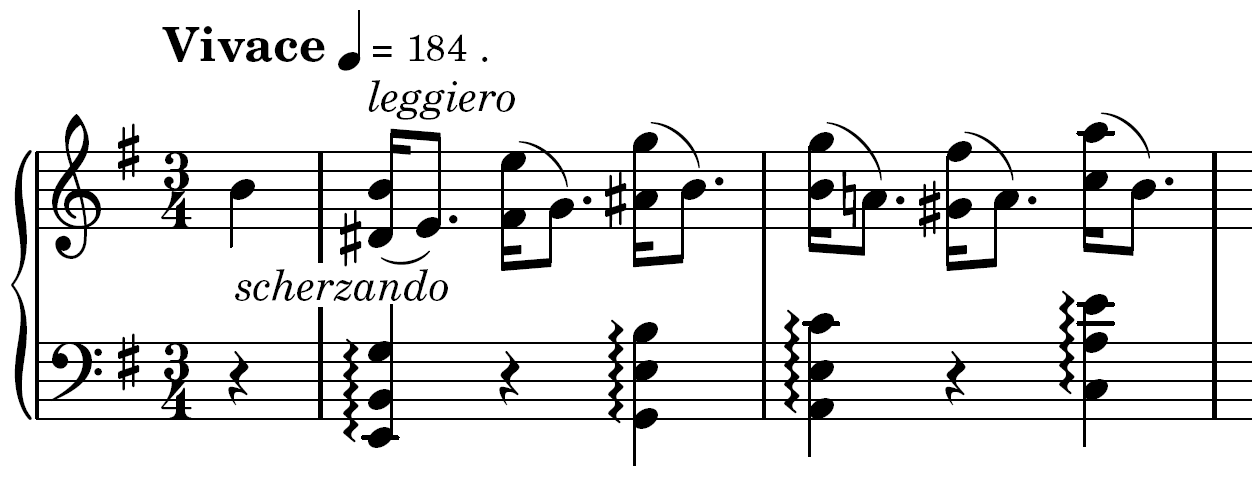
Inici de l'"Estudi op. 25 núm. 5"

L'"Estudi op. 25 núm. 5", en mi menor, és un dels dotze Estudis op. 25 per a piano compostos per Frédéric Chopin; la peça fou escrita el 1837. Amb una tècnica molt diferent a la dels estudis anteriors, Chopin va escriure aquest estudi amb una sèrie de ràpids semitons, el que produeix una lleugera dissonància. Per aquesta característica és conegut com "La nota falsa" (en francès, "La fausse note").

## Estructura
Després del primer tema de segones menors, Chopin introdueix una secció Più lento ("més lent") en què apareix una nova melodia (sense els dissonants intervals de segona menor) que està en la tonalitat major: mi major. La secció final de la peça comença amb una recapitulació del primer tema, i s'arriba al clímax en una coda en mi major. La segona secció està marcada amb un Più lent, tot i 2 que el tempo del metrònom és de ♩ = 168, força ràpid.
Aquest estudi presenta una estructura general inusual, envoltant un tema secundari en mode major amb el tema principal en mode menor. Aquesta idea apareix només una altra vegada en l'obra de Chopin: en l'"Estudi op. 25 núm. 10" (Chopin). L'estil que desenvolupa en aquests dos estudis emfatitza la desviació que proposa Chopin respecte a l'estil estàndard que feien servir compositors anteriors, com Carl Czerny. Tots dos estan construïts de manera semblant a les que s'observen en algunes sonates de Beethoven, que va compondre tres moviments amb aquesta mateixa estructura.